# Стипич, Никола
Нико́ла Сти́пич (серб. Никола Стипић; род. 13 декабря 1937 или 18 декабря 1937, Бихач, Унско-Санский кантон) — югославский и сербский футболист, игрок национальной сборной Югославии, выступавший на позиции полузащитника. Участник чемпионата мира 1962 года.

## Клубная карьера
Стипич является воспитанником «Црвены звезды» и дебютировал за первую команду клуба в сезоне 1956/1957, выступая за неё до 1964 года. В составе команды провёл 79 матчей чемпионата, забил 15 голов и выиграл четыре чемпионских титула — в 1957, 1959, 1960 и 1964 годах, а также трижды Кубок Югославии — в 1958, 1959 и 1964 годах .
В 1962 году получил серьёзную травму колена, после чего перенёс две операции на мениске и завершил карьеру спустя 2 года в возрасте двадцати шести лет. После окончания футбольной карьеры работал журналистом в «Вечерних новостях». Считается одним из лучших игроков правого фланга в истории клуба «Црвена звезда».

## Карьера в сборной
19 сентября 1962 года дебютировал в составе национальной сборной Югославии в товарищеском матче со сборной Эфиопии (5:2), заменив на 75-й минуте Владимира Лукарича. Этот матч оказался единственным в составе главной сборной страны.
Находился в составе сборной на чемпионате мира 1962 года в Чили, однако на поле не выходил.

## Достижения
«Црвена Звезда»
- Чемпион Югославии (4): 1956/1957, 1958/1959, 1959/1960, 1963/1964
- Обладатель кубка Югославии (3): 1957/1958, 1958/1959, 1963/1964